# Thomas Brandis
Thomas Brandis   (Hamburg, 23 de juny de 1935 - 30 de març de 2017) va ser un violinista alemany, intèrpret de música de cambra, pedagog i antic concertista de la Filharmònica de Berlín.

## Biografia
Nascut a Hamburg (Alemanya) el 1935, Brandis es va formar com a violinista a Hamburg i posteriorment a Londres amb Max Rostal. Després de guanyar el primer concurs internacional ARD, va ser concertista a Hamburg i es va traslladar més tard a Berlín per tocar amb la Filharmònica de Berlín. Es va convertir en concertista de la Filharmònica de Berlín als 26 anys i va ocupar el càrrec fins al 1983. El 1976 va fundar el Brandis-Quartet, que ha actuat pràcticament a tots els principals festivals d'Europa, Japó i Amèrica. Thomas Brandis ha enregistrat per a "EMI, Deutsche Grammophon, Teldec, Orfeo" i ""Harmonia Mundi".
Thomas Brandis va ser professor de violí a la Universitat de les Arts de Berlín fins al 2002 i professor visitant a la "Royal Academy of Music" de Londres i a la "Musikhochschule" de Lübeck, entre els seus alumnes si conten Christian Stadelmann.
Va morir el 30 de març de 2017 a l'edat de 81 anys.